# Лятифе
Лятифе (в пер. с крымскотатарского — шутка) — крымскотатарские народные прозаические рассказы краткого содержания познавательно-шуточного характера. Возникли в средневековье, содержат ряд этнографических свидетельств, отражают тогдашние, преимущественно бытовые, иногда общественно-политические, явления. Немало их сюжетов заимствовано из фольклорных традиций, которые известны в странах Востока по циклу повестей о Ходжу Насреддина. Главный герой многих Лятифе — житель Крыма Ахмет Акай (дядя Ахмед). Серия Лятифе представляет собой характеристические повествования (с элементами плутовства или с искренним высмеиванием негативов бытового поведения) жителей поселения Озенбаш (Биюк-Узенбаш; сейчас с. Счастливое Бахчисарайского района). 
Много записей Лятифе было напечатано в советские времена, однако большинство размещенных в этих изданиях текстов через их специфическую литературную обработку искаженно передают содержание оригинальных (устных) Лятифе. Согласно данным исследовательских наблюдений 1990-х годов, после возврата части крымских татар в Крыму (см. Депортация крымскотатарского народа 1944) их представители старшего поколения в разговорах иногда пользовались традиционными рассказами бытового содержания.